# Perasphondylia mikaniae
Perasphondylia mikaniae är en tvåvingeart som beskrevs av Gagne, Oda och Monteiro 2001. Perasphondylia mikaniae ingår i släktet Perasphondylia och familjen gallmyggor. Inga underarter finns listade i Catalogue of Life.